# جری ریس
جری ریس (انگلیسی: Jerry Rees؛ زادهٔ ۱۵ نوامبر ۱۹۵۶) کارگردان فیلم و پویانمای اهل کشور ایالات متحده آمریکا است. وی کارگردان فیلم‌های توستر کوچولوی شجاع و مرد در شرف ازدواج بوده‌است.